# Данді (Флорида)
Данді (англ. Dundee) — місто (англ. town) в США, в окрузі Полк штату Флорида. Населення — 5235 осіб (2020).

## Географія
Данді розташоване за координатами 28°0′53″ пн. ш. 81°35′53″ зх. д. / 28.01472° пн. ш. 81.59806° зх. д. (28.014797, -81.597983).  За даними Бюро перепису населення США в 2010 році місто мало площу 29,64 км², з яких 26,13 км² — суходіл та 3,52 км² — водойми.

## Демографія
Згідно з переписом 2010 року, у місті мешкало 3717 осіб у 1364 домогосподарствах у складі 953 родин. Густота населення становила 125 осіб/км².  Було 1724 помешкання (58/км²).
Расовий склад населення:
| - 60,6 % — білих - 25,2 % — чорних або афроамериканців - 1,7 % — азіатів - 0,6 % — корінних американців - 8,5 % — осіб інших рас |

До двох чи більше рас належало 3,4 %. Частка іспаномовних становила 21,3 % від усіх жителів.
За віковим діапазоном населення розподілялося таким чином: 25,5 % — особи молодші 18 років, 57,0 % — особи у віці 18—64 років, 17,5 % — особи у віці 65 років та старші. Медіана віку мешканця становила 38,0 року. На 100 осіб жіночої статі у місті припадало 98,1 чоловіків;  на 100 жінок у віці від 18 років та старших — 94,7 чоловіків також старших 18 років.
Середній дохід на одне домашнє господарство  становив 45 929 доларів США (медіана — 40 131), а середній дохід на одну сім'ю — 40 613 долари (медіана — 38 536). Медіана доходів становила 32 317 доларів для чоловіків та 31 513 долари для жінок. За межею бідності перебувало 28,6 % осіб, у тому числі 49,6 % дітей у віці до 18 років та 9,0 % осіб у віці 65 років та старших.
Цивільне працевлаштоване населення становило 1731 особа. Основні галузі зайнятості: роздрібна торгівля — 23,5 %, освіта, охорона здоров'я та соціальна допомога — 21,4 %, мистецтво, розваги та відпочинок — 14,0 %, фінанси, страхування та нерухомість — 7,5 %.